# Mathieu Perget
Mathieu Perget (født 18. september 1984) er en fransk professionel landevejsrytter.